# Sematophyllum aberrans
Sematophyllum aberrans är en bladmossart som beskrevs av Edwin Bunting Bartram 1957. Sematophyllum aberrans ingår i släktet Sematophyllum och familjen Sematophyllaceae. Inga underarter finns listade i Catalogue of Life.